# Philonotis lancifolia
Philonotis lancifolia là một loài rêu trong họ Bartramiaceae. Loài này được Mitt. mô tả khoa học đầu tiên năm 1865.